# Cephalothrix pacifica
Cephalothrix pacifica är en djurart som tillhör fylumet slemmaskar, och som beskrevs av Gerner 1969. Cephalothrix pacifica ingår i släktet Cephalothrix och familjen Cephalothricidae. Inga underarter finns listade i Catalogue of Life.